# Congrhynchus talabonoides
Congrhynchus talabonoides – słabo poznany gatunek morskiej ryby węgorzokształtnej z rodziny kongerowatych (Congridae). Reprezentuje monotypowy rodzaj Congrhynchus. Został opisany naukowo przez Fowlera w 1934. Występuje w Oceanie Spokojnym w pobliżu Filipin, notowany na głębokościach 247–393 m p.p.m. Dorosłe osobniki tego gatunku osiągają maksymalnie 30 cm długości całkowitej (TL). 
Według stanu ze stycznia 2019 gatunek ten nie figuruje w Czerwonej księdze gatunków zagrożonych Międzynarodowej Unii Ochrony Przyrody (IUCN).